# 대한민국 축구 국가대표 B팀
대한민국 축구 국가대표 B팀은 대한민국 축구 국가대표팀의 2진으로, 대한축구협회에 의해 구성된다. 현재까지 알려진 바로는 1960년대부터 축구 국가대표팀이 1진 A팀과 2진 B팀으로 분할되어 운영되었으며 2팀의 경우 국제대회 일정이 겹치는 경우 혹은 국내에서 개최되는 대통령배 국제대회 참가를 위한 1회용 구성이 대부분이었다.

## 개요
실업 혹은 대학생 등 어린 선수들을 선발하여 그때그때마다 B팀을 만드는 경우가 많았으나 1988 올림픽 대표팀처럼 특정 대회에서 좋은 성적을 올리기 위한 장기적인 안목에서 출범시켜 전략적으로 육성한 경우도 있었다.
아시아에서 열린 태국 킹스컵 국제축구대회, 말레이시아 메르데카 국제축구대회, 인도네시아 자카르타 기념 국제축구대회, 인도 네루컵 국제축구대회, 싱가포르 머라이언컵 국제축구대회, 동아시아 경기 대회 등과 그리고 국내에서 열린 대통령배 국제대회에 자주 참가하였으며 종종 우승과 준우승을 거두기도 하였다.

## 역사
현재까지 알려진 바로 국가대표 B팀이 처음 등장한 것은 1961년 말레이시아에서 열린 메르데카 국제축구대회로 당시 국가대표 A팀이 1962년 FIFA 월드컵 아시아 지역 예선을 위해 준비하고 있던 차에 메르데카 국제축구대회에 초청을 받은 대한축구협회는 국가대표 B팀을 처음 구성하여 참가하였다.
그 후 1970년 장덕진 회장의 취임한 후 2월 국가대표팀을 청룡, 백호팀으로 분할하여 2원화 상비군 체제를 출범시켰으나 9월 백호가 청룡에 흡수되는 형식으로 통합되면서 단일 체제로 복귀했다.
그러나 1971년 자카르타 창립 기념 대회에 참가하기 위한 2진 대표팀이 구성되었고 그때그때마다 국가대표 B팀이 구성되다가 1976년부터 1980년까지 1진 화랑 그리고 2진 충무로 구성된 두번째 대표팀 2원화 체제를 운용하였다.
그러나 1981년 단일 대표팀 체제로 운영하여 과부하가 걸렸고 그 해 11월 다시 1진 20명과 2진 16명으로 이루어진 상비군제도로 개편하였으며 그 후로도 주로 동남아의 초청대회 참가와 특히 국내에서 개최되는 코리아컵 국제축구대회를 위해 국가대표 B팀이 구성되었는데 국가대표 A팀과는 달리 대회참가가 끝나면 바로 해산되어 선수단 운영의 연속성을 가지는 경우는 매우 드물었다.
국가대표 B팀에 대해 특기사항은 이스라엘에서 개최된 1964년 AFC 아시안컵 일정이 1964년 하계 올림픽 아시아 예선과 겹치는 관계로 국가대표 A팀을 대신해 국가대표 B팀이 참가하였으며 1992년 아시안컵 예선에서도 실업 선발이 주축이 된 국가대표 B팀이 참가했다는 것이다. 
그러나 현재 대한축구협회에서는 1964년 아시안컵 본선 기록은 국제 A매치로 산정하고 있으나 1992년 아시안컵 예선 기록은 A매치로 산정하고 있지 않다.
현재까지 알려진 바로는 1993년 6월 코리아컵 국제축구대회 이후로는 국가대표팀 B팀이 구성되지 않고 있으며 연령별 각급 대표팀이 역할을 대신하고 있다.
태국 킹스컵, 메르데카 국제축구대회, 자카르타 창립 기념 대회, 네루컵, 싱가포르 머라이언컵 국제축구대회, 동아시아 경기 대회, 코리아컵 국제축구대회 등에 자주 참가하였으며 종종 우승과 준우승을 하였다.

## 대회별 주요 성적
- 말레이시아 메르데카 국제축구대회

● 우승 (3): 1979, 1984, 1985
● 준우승 (1): 1993
● 3위 (1): 1980
- 인도네시아 자카르타 기념 국제축구대회

● 우승 (2): 1976, 1978
● 준우승 (2): 1970, 1972
- 태국 킹스컵 국제축구대회

● 우승 (1): 1977
● 준우승 (1): 1979
● 3위 (1): 1978
- 싱가포르 머라이언컵 국제축구대회

● 우승 (1): 1992
● 준우승 (2): 1982, 1984
● 4위 (1): 1983
- 사우디아라비아 국제축구대회

● 우승 (1): 1978
- 동아시아 경기대회

● 우승 (1): 1993
- 대한민국 대통령배 국제축구대회

● 준우승 (1): 1985
● 3위 (4): 1976, 1978, 1980, 1987
- 인도 네루컵 국제축구대회

● 3위 (1): 1985

## 역대 대표팀
- 아래 목록은 불완전한 목록이다

| 결단        | 해단        | 팀명                       | 감독          | 코치   | 선수 명단 | 주요 참가 대회                              | 성적           | 경기수 | 승 | 무 | 패 | 비고                                                                 |
| ----------- | ----------- | -------------------------- | ------------- | ------ | --------- | ------------------------------------------- | -------------- | ------ | -- | -- | -- | -------------------------------------------------------------------- |
| 1961년 7월  | 1961년 8월  |                            | 민병대        | ?      | 관련 기사 | 1961 메르데카 국제축구대회                  | 조별예선       |        |    |    |    |                                                                      |
| 1962년      | 1962년      |                            |               |        |           |                                             |                |        |    |    |    |                                                                      |
| 1963년 ?    | 1963년 ?    | B팀                        | ?             | ?      | 관련 기사 | 체육주간기념 대표선수대항축구 (자체 홍백전) | N/A            |        |    |    |    |                                                                      |
| 1964년 5월  | 1964년 6월  | B팀                        | 이유형        | 박일갑 | 관련 기사 | 1964 아시안컵 본선                          | 3위            |        |    |    |    |                                                                      |
| 1965년      | 1965년      |                            |               |        |           |                                             |                |        |    |    |    |                                                                      |
| 1966년      | 1966년      |                            |               |        |           |                                             |                |        |    |    |    |                                                                      |
| 1967년      | 1967년      |                            |               |        |           |                                             |                |        |    |    |    |                                                                      |
| 1968년      | 1968년      |                            |               |        |           |                                             |                |        |    |    |    |                                                                      |
| 1969년 9월  | 1969년 11월 | 상비군                     | 정형식        |        | 관련 기사 | 1969 메르데카 국제축구대회                  | 5위            |        |    |    |    |                                                                      |
| 1970년 2월  | 1970년 9월  | 백호                       | 손명섭        | ?      | 관련 기사 | 1970 자카르타 기념 국제축구대회             | 준우승         |        |    |    |    |                                                                      |
| 1971년      | 1971년      |                            | 최영근        | 최광석 | 관련 기사 | 1971 자카르타 기념 국제축구대회             | 조별예선       |        |    |    |    |                                                                      |
| 1972년 5월  | 1972년 6월  |                            | 손명섭        | ?      | 관련 기사 | 1972 자카르타 기념 국제축구대회             | 준우승         |        |    |    |    |                                                                      |
| 1973년      | 1973년      |                            |               |        |           |                                             |                |        |    |    |    |                                                                      |
| 1974년      | 1974년      |                            |               |        |           |                                             |                |        |    |    |    |                                                                      |
| 1975년      | 1975년      |                            |               |        |           |                                             |                |        |    |    |    |                                                                      |
| 1976년 5월  | 1976년 6월  | 충무                       | 유광준        | ?      | 관련 기사 | 1976 자카르타 기념 국제축구대회             | 우승           |        |    |    |    |                                                                      |
| 1977년 10월 | 1977년 11월 | 충무                       | 유광준        | ?      | 관련 기사 | 1977 킹스컵 국제축구대회                    | 공동우승       |        |    |    |    |                                                                      |
| 1978년 3월  | 1978년 5월  | 충무                       | 장운수        | ?      | 관련 기사 | 1978 킹스컵 국제축구대회                    | 3위            |        |    |    |    |                                                                      |
| 1978년 5월  | 1978년 6월  | 충무                       | 장운수        | 장원직 | 관련 기사 | 1978 자카르타 기념 국제축구대회             | 우승           |        |    |    |    |                                                                      |
| 1978년 3월  | 1978년 5월  | 충무                       | 박상훈        | ?      | 관련 기사 | 1978 사우디아라비아 국제축구대회            | 우승           |        |    |    |    | 하단 주석 참고                                                       |
| 1979년 5월  | 1979년 7월  | 유니버시아드 파견 대표 2진 | ?             | ?      | 관련 기사 | 1979 메르데카 국제축구대회                  | 우승           |        |    |    |    |                                                                      |
| 1979년 11월 | 1979년 12월 | 충무                       | 이우진        | ?      | 관련 기사 | 1979 킹스컵 국제축구대회                    | 준우승         |        |    |    |    |                                                                      |
| 1980년 7월  | 1980년 8월  |                            | 박세학        | 이중휘 | 관련 기사 | 1980 대통령배 국제축구대회                  | 조별리그       |        |    |    |    |                                                                      |
| 1981년 11월 | 1982년 6월  |                            | ?             | ?      | 관련 기사 |                                             |                |        |    |    |    | 하단 주석 참고                                                       |
| 1982년 9월  | 1982년 10월 |                            | 박세학        | 서현옥 | 관련 기사 | 1982 머라이언컵 국제축구대회                | 준우승         |        |    |    |    |                                                                      |
| 1983년 7월  | 1984년 7월  | 88 올림픽 축구팀 화랑      | 박종환 원흥재 | 원흥재 | ?         | 1983 메르데카 국제축구대회                  | 조별리그       |        |    |    |    | 하단 주석 참고                                                       |
| 1983년 7월  | 1984년 7월  | 88 올림픽 축구팀 화랑      | 박종환 원흥재 | 원흥재 | 관련 기사 | 1983 머라이언컵 국제축구대회                | 4위            |        |    |    |    |                                                                      |
| 1984년 7월  | 1986년 10월 | 88 올림픽 축구팀 화랑      | 박종환        | 원흥재 | 관련 기사 | 1984 메르데카 국제축구대회                  | 우승           |        |    |    |    |                                                                      |
| 1984년 7월  | 1986년 10월 | 88 올림픽 축구팀 화랑      | 박종환        | 원흥재 | 관련 기사 | 1984 머라이언컵 국제축구대회                | 준우승         |        |    |    |    |                                                                      |
| 1984년 7월  | 1986년 10월 | 88 올림픽 축구팀 화랑      | 박종환        | 원흥재 | ?         | 1985 네루컵 국제축구대회                    | 3위            |        |    |    |    |                                                                      |
| 1984년 7월  | 1986년 10월 | 88 올림픽 축구팀 화랑      | 박종환        | 원흥재 | ?         | 1985 대통령배 국제축구대회                  | 준우승         |        |    |    |    |                                                                      |
| 1984년 7월  | 1986년 10월 | 88 올림픽 축구팀 화랑      | 박종환        | 원흥재 | 관련 기사 | 1985 메르데카 국제축구대회                  | 우승           |        |    |    |    |                                                                      |
| 1984년 7월  | 1986년 10월 | 88 올림픽 축구팀 화랑      | 박종환        | 서현옥 | 관련 기사 | 1985 고베 유니버시아드                      | 8강            |        |    |    |    |                                                                      |
| 1984년 7월  | 1986년 10월 | 88 올림픽 축구팀 화랑      | 박종환        | 원흥재 | 관련 기사 | 1985 아프리카 6개국 순방 친선경기           | N/A            |        |    |    |    |                                                                      |
| 1984년 7월  | 1986년 10월 | 88 올림픽 축구팀 화랑      | 박종환        | 원흥재 | 관련 기사 | 1986 킹스컵 국제축구대회                    | 조별예선       |        |    |    |    |                                                                      |
| 1987년 4월  | 1987년 6월  |                            | 김호          | 강병찬 | ?         | 1987 대통령배 국제축구대회                  | 4강            |        |    |    |    |                                                                      |
| 1987년 11월 | 1987년 12월 |                            | 장지언        | ?      | 관련 기사 | 1987 중남미 6개국 순방 친선경기             | N/A            |        |    |    |    | 1988 서울 올림픽 홍보 및 스포츠 민간 외교 목적으로 중남미 6개국 순방 |
| 1988년 5월  | 1988년 6월  |                            | 정종덕        | 정호선 | 관련 기사 | 1988 아시안컵 예선                          | 본선 진출      |        |    |    |    |                                                                      |
| 1988년 5월  | 1988년 6월  | B팀                        | 박수일        | 고봉우 | 관련 기사 | 1988 대통령배 국제축구대회                  | 조별예선       |        |    |    |    |                                                                      |
| 1989년 6월  | 1989년 6월  | 화랑                       | 이회택        | 허정무 | 관련 기사 | 1989 대통령배 국제축구대회                  | 조별예선       |        |    |    |    | 하단 주석 참고                                                       |
| 1991년 5월  | 1991년 6월  | 백호                       | 김진국        | 유동춘 | 관련 기사 | 1991 대통령배 국제축구대회                  | 조별예선       |        |    |    |    |                                                                      |
| 1992년 5월  | 1992년 6월  |                            | 최길수        | 김성남 | 관련 기사 | 1992 아시안컵 예선                          | 본선 진출 실패 |        |    |    |    |                                                                      |
| 1992년 7월  | 1992년 9월  | 상비군                     | 채희영        |        |           |                                             |                |        |    |    |    |                                                                      |
| 1992년 10월 | 1992년 12월 | 상비군                     | 김호          | ?      | 관련 기사 | 친선경기 2차전 (vs UAE 축구국가대표팀)      | N/A            |        |    |    |    |                                                                      |
| 1992년 10월 | 1992년 12월 | 상비군                     | 김호          | 유기흥 | 관련 기사 | 1992 머라이언컵 국제축구대회                | 우승           |        |    |    |    |                                                                      |
| 1993년 1월  | 1993년 2월  | 상비군                     | 김호          | 김성남 | 관련 기사 | 1993 메르데카 국제축구대회                  | 준우승         |        |    |    |    |                                                                      |
| 1993년 3월  | 1993년 6월  | 상비군                     | 김기복        | 김성남 | 관련 기사 | 1993 동아시아 경기대회                      | 우승           |        |    |    |    |                                                                      |
| 1993년 3월  | 1993년 6월  | 상비군                     | 김기복        | 김성남 | 관련 기사 | 1993 대통령배 국제축구대회                  | 조별예선       |        |    |    |    |                                                                      |

- 1978년 3월~1978년 5월:
  - 당시 1진은 일본 재팬컵 그리고 2진은 킹스컵에 출전 예정이었기 때문에 사실상 3진 대표팀을 구성하여 사우디아라비아 국제축구대회에 출전[71]

- 1981년 11월~1982년 6월:
  - 1981년 11월 20명은 1진 그리고 16명은 2진으로 구성된 상비군 체제를 출범시켰으나[72]1982년 6월 1진과 2진 구분을 없애고
인워을 30명으로 줄인 단일 상비군 체제 도입[73]

- 1983년 7월~1984년 7월: 88 올림픽 대표팀
  - 원래는 1983년 7월 1988 서울 올림픽을 위해 1983 멕시코 4강 신화를 창조한 박종환 감독의 대한민국 U-20팀을 주축으로 출범하였다.[74]
1983년에 20세 이하 어린 선수들로 올림픽 대표팀을 구성한 이유는 당시 올림픽 축구 종목 선수 출전 규정은 프로 선수 출전 허용이 안 되었기 때문에 88 서울 올림픽에서 좋은 성적을 올리기 위해서는
아직 프로축구단에 입단하지 않은 대학생 위주 아마추어 선수들로 구성된 대표팀이 필요하였기 때문이다.[75]
(그러나 1984년 7월 FIFA에서 아시아와 아프리카는 프로 선수 출전을 허용하기로 하였다가[76]1984년 12월 다시 나이 제한을 23세 이하로 하되 프로와 아마 구분없이 모두 출전하는 것으로 규정을 변경하였고[77]
1985년 4월에 88 올림픽부터 적용하는 것을 확정하였다.[78] 그러나 1985년 5월 유럽과 남미 국가들의 요청으로[79][80][81]))
하지만 1984 LA 올림픽 축구 예선을 위해 박종환 감독이 1983년 8월 대한민국 A팀에 긴급 취임하였고[82]이에 따라 88 올림픽팀은 1984 LA 올림픽 축구 예선이 끝날때까지 원흥재 코치가 지휘를 하게 되었다.[83]
  - 대한민국 A팀 감독에 취임한 박종환 감독은 기존 대표팀 선수들에 자신이 계속 지도하였던 88 올림픽팀 선수들을 보강하여 출전하였다.[84]

- 1984년 7월~1986년 10월: 88 올림픽 대표팀
  - 1984 LA 올림픽 축구 예선이 끝난 이후 1984년 7월 1986 멕시코 월드컵을 겨냥한 대한민국 A팀은 문정식 감독이, 그리고 1988 서울 올림픽을 겨냥한 대한민국 B팀 격의 88 올림픽팀에 박종환 감독이 취임하면서 2원 체제가 출범하였다.[85]
  - 1986 서울 아시안게임까지 86 월드컵 대표팀 (대한민국 A팀)과 88 올림픽 대표팀 (대한민국 B팀)의 2원 체제로 운영되다가 대회 이후 단일화되었다.[86]
이에 따라 88 올림픽 대표팀 위주로 재편하여 대한민국 A팀이 출범하였고 박종환 감독이 취임하였다.[87][88]

- 1989년 6월:화랑
  - 원래는 1진과 2진을 구분하여 참가하려고 하였으나[89][90]1990 이탈리아 월드컵 최종 예선에 대비 대표 선수들을 정밀 체크하기 위해 이회택 감독이 총괄지휘를 하면서 1진과 2진의 구분없이 대회에 참가하기로 발표하였다.[91][92]
그러나 대회 중 청룡 선수 주축에 화랑 선수 3~4명을 보강하여 1990 이탈리아 월드컵 최종 예선에 나설 엔트리 22명을 구성하겠다고 밝히면서 사실상 청룡이 1진임을 시사하였으며[93]
현재 대한축구협회에서는 대통령배경기 중 청룡 경기만 A매치로 기록하고있다.

## 역대 감독
| 감독   | 임기        |
| ------ | ----------- |
| 박병철 | 1976 ~ 1978 |

## 같이 보기
- 대한민국 축구 국가대표 B팀 경기 결과
- 대한민국 실업·대학 선발 축구 국가대표팀
- 대한민국 축구 국가대표팀
- 킹스컵 국제축구대회
- 메르데카 국제축구대회
- 자카르타 기념 국제축구대회
- 네루컵 국제축구대회
- 머라이언컵 국제축구대회
- 대한민국 축구 국가대표팀
- 대한민국 U-23 축구 국가대표팀
- 대한민국 U-20 축구 국가대표팀
- 대한민국 U-17 축구 국가대표팀
- 대한민국 U-14 축구 국가대표팀
- 대한민국 여자 축구 국가대표팀
- 대한민국 여자 U-20 축구 국가대표팀
- 대한민국 여자 U-17 축구 국가대표팀